# Zeus Ammon
 (août 2025).
Améliorez-le ou discutez des points à vérifier. 
Pour les articles homonymes, voir Ammon.
Ne pas confondre avec Ba'al Hammon.
Ammon (en grec ancien : Άμμωνα Δία / Ámmôna Día) est un dieu berbère,,,. En français, comme en anglais et en allemand, on distingue la divinité égyptienne de la divinité libyenne par l'orthographe : l'Amon égyptien prend un m tandis que l'Ammon berbère en grec en prend deux. On explique le redoublement de la consonne par l'étymologie du mot : les Grecs ont mis en rapport le nom du dieu berbère Ammon et le mot ἄμμος / ámmos, « le sable ».
Ce dieu est fréquemment cité dans les poèmes latins précédé de son épithète : Corniger Ammon. Formant un dactyle et un spondée, il était fort utile en scansion pour terminer un hexamètre. Selon le témoignage des historiographes grecs antiques en Grèce antique sous le nom de Zeus Ammon et Jupiter Ammon, il en est venu à être identifié à Zeus en Grèce et à Jupiter à Rome.

## Etymologie
Son nom Imen, « le Caché » ou « l’Inconnaissable », traduit l’impossibilité de connaître sa « vraie » forme, car il se révèle sous de nombreux aspects. Il est Imen achâ renou, « Amon aux noms multiples ».
Le mot Ammon est morphologiquement lié au mot amazigh Amman (qui signifie « eau » ou « eaux ») car il est pluriel et n'a pas de forme singulière, la voyelle au début du mot est caractéristique à la fois de la langue amazigh et de l'égyptien ancien puisque les deux langues dérivent du même groupe linguistique afro-asiatique. Certains mots dérivés de la racine "a m n" incluent également un autre mot amazigh, thammen (qui signifie miel). Cet aliment nutritionnel important pour les Amazighs associe souvent à leurs croyances une manière d'invoquer l'honneur de la divinité Amon pour ses bénédictions sur eux, le groupe humain appelé "Amuniyyun" (Ceux qui appartiennent à Amon),,

## Histoire
Depuis l'Antiquité, les anciens Libyens (ancêtres des Berbères contemporains) vouaient un culte au dieu Amon, le dieu-bélier, adoré par les Égyptiens mais aussi par les Libyens, qui pratiquaient le culte du bélier. Selon Hérodote et Pausanias, le culte avait une origine berbère et s'est ensuite répandu en Égypte puis en Grèce, probablement via la colonie grecque de Cyrène. Dans l'oasis de Siwa, située à l'ouest de l'Égypte, il restait un oracle solitaire d'Ammon près du désert de Libye.
Dans les croyances berbères, le mouton était donc un animal sacré. Dans le discours d'Athanase d'Alexandrie contre les Gentils (§ 14), il est dit que, chez les populations libyques (berbères), Ammon et la brebis se nommait autrefois amen et qu'ils étaient vénérées comme une divinité. Iarbas, un roi de Numidie qui vendit à Didon la terre sur laquelle elle fonda Carthage, était également considéré comme un fils d'Ammon.

## Archéologie
En 1910, les premières recherches archéologiques réalisées par René Basset établissent que le culte d'Amon s'est d'abord développé dans l'ancienne Libye avant de se propager dans l'Égypte antique un surnom célèbre donné à Amon par les anciens était 'Amon Seigneur de Libye' ceci suggère que l'origine d'Amon n'est pas égyptienne-libyenne mais seulement libyenne (berbère), ceci est en outre prouvé par l'origine étymologique du nom de la divinité en lien avec tamazight, de nombreux autres chercheurs ont depuis développé cette conclusion après les découvertes archéologiques de René se référant à la divinité dans la littérature comme « le dieu libyen Ammon » des érudits modernes tels que l'érudit hellénique Wynne-Thomas confirment également le lien libyen, les origines égyptiennes-libyennes de la divinité sont aujourd'hui bien établies.
Amon et sa femme Amemet sont mentionnés dans les textes des pyramides, anciens textes égyptiens. Le nom Amon (écrit imn) signifiait quelque chose comme « celui qui est caché » ou « l'invisible », qui est également attesté par des épithètes trouvées dans les textes des pyramides « Ô Toi, le grand dieu dont le nom est inconnu ».

## Iconographie
Il apparaît dans l'iconographie grecque sous forme humaine, les tempes ceintes de cornes de bélier. Le dieu porte fréquemment et dans les types monétaires et dans la statuaire, une couronne de laurier (symbole de son pouvoir mantique ?). Il apparaît souvent en présence de béliers, ou encore, à l'instar de Zeus, tenant un aigle.
Zeus Ammon apparaît sur le monnayage de Cyrène dès la fin du VIe siècle av. J.-C.. On peut supposer que c'est par le monnayage que l'image du dieu voyage en Grèce. Sur les pièces alexandrines, dès le dernier tiers du IVe siècle av. J.-C., c'est Alexandre que l'on voit apparaître avec des cornes de bélier. Ce type monétaire fut un des plus répandus de toute l'Antiquité. La fabrication se continua longtemps après la mort du conquérant, dans la Macédoine jusqu'à l'avènement de Démétrios Poliorcète et dans l'Asie Mineure jusqu'à la bataille de Magnésie.
Des pièces à l'effigie de Jupiter Ammon sont frappées à l'époque romaine.

## Sanctuaires
Outre Siwa et Kôm Oushim (ou Karanis) dans le Fayoum en Égypte, Zeus Ammon était honoré en divers endroits du monde grec : à Aphytis en Chalcidique, à Thèbes en Béotie, à Sparte et à Gýthio en Laconie.

## Culte de Siwa en Libye
Ammon était une divinité libyenne, dont l'oracle était situé dans l'oasis de Siwa, à environ cinq-cents kilomètres à l'ouest de Memphis, la capitale de l'Égypte antique. Siwa était trop éloignée et trop isolée pour faire partie intégrante du royaume égyptien, mais il pouvait y avoir un contrôle indirect. L'oasis était également appelée Ammon ; les habitants appelaient le dieu de l'oracle « Amon de Siwa, seigneur du bon conseil ». Le fait que le site était difficile d'accès devait contribuer à l'impression qu'un oracle d'Ammon était quelque chose de spécial – et donc fiable.
Dans l'oasis de Siwa, située dans l'ouest de l'Égypte, subsistait un oracle solitaire d'Amon près du désert libyen. Le culte d'Ammon fut introduit en Grèce tôt, probablement via la colonie grecque de Cyrène, qui aurait établi une connexion avec le grand oracle d'Ammon dans l'oasis peu après sa création. Hiarbas, un roi mythologique de Libye, était aussi considéré comme un fils d'Ammon. Le culte libyen du bélier était répandu dans l'Antiquité libyenne, ce qui explique le symbole célèbre de cette divinité en Égypte antique (le sphinx à tête de bélier ou le Criosphinx).

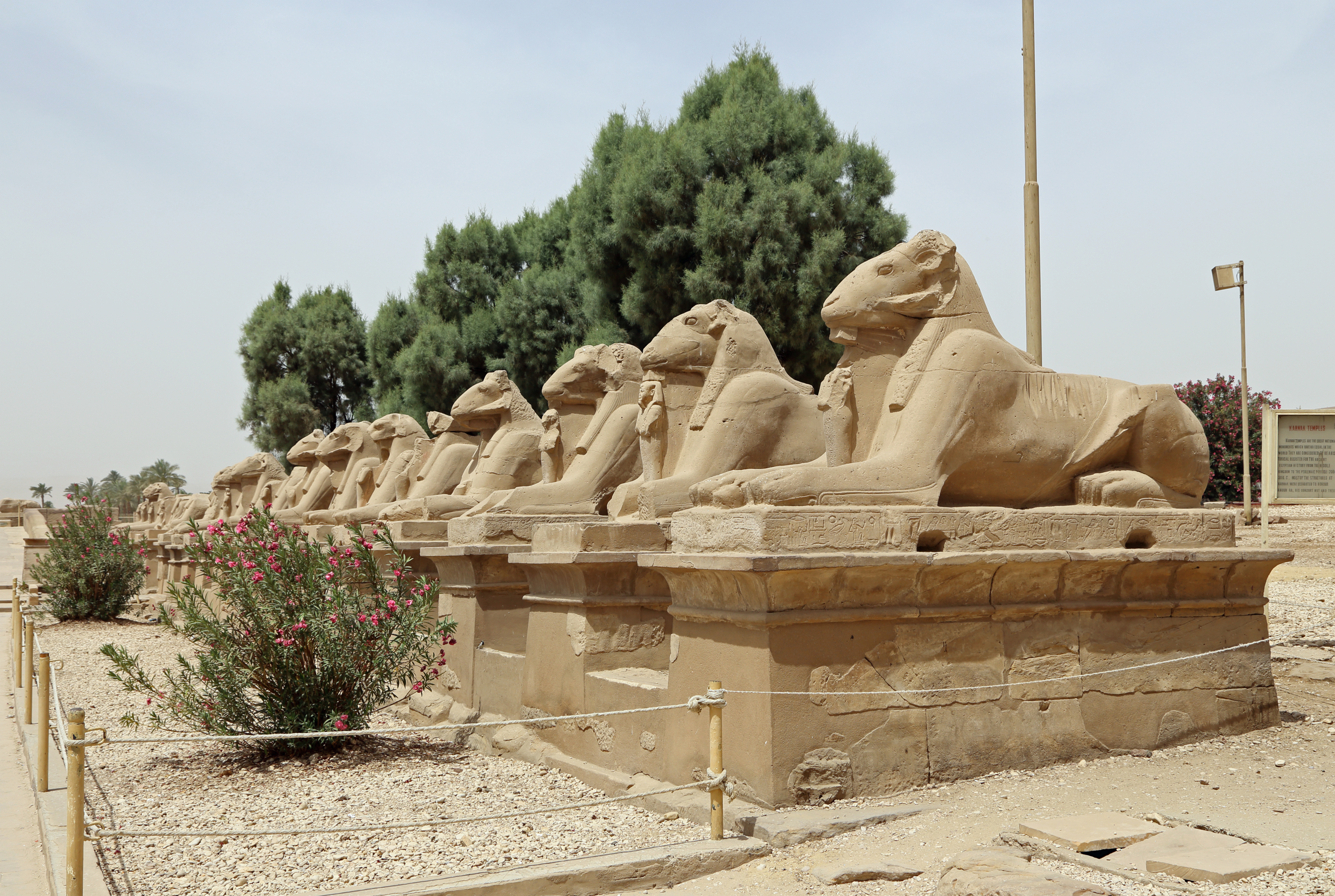
Sphinx à tête de bélier ou criosphinx (symbole de vénération d'Amon).

Après la chute du Nouvel Empire, Siwa était certainement indépendante, et il n'est pas étrange de penser que les rois libyens des XXIIe et XXIIIe dynasties étaient liés aux dirigeants de Siwa. Elle devint finalement une partie intégrée de l'Égypte après la domestication du dromadaire, qui facilita les voyages dans le désert, par exemple vers l'Égypte à l'est, la Cyrénaïque au nord-ouest et les Nasamons à l'ouest. Parmi les exportations de l'oasis figurait le sel.
Un sanctuaire fut construit par le pharaon Amasis, un acte politique destiné à obtenir le soutien des tribus libyennes qui avaient joué un rôle décisif lors de l'accession d'Amasis. Un motif similaire pourrait être à l'origine du deuxième temple, construit par Nectanébo II.
Le sanctuaire d’Amasis a été fouillé sur l’acropole, une colline shali aujourd'hui appelée Aghurmi, et est remarquable car il ne ressemble pas du tout à un temple égyptien. En fait, le culte semble être resté de nature libyenne, ce qui est plus ou moins confirmé par le fait que le dirigeant local de l'oasis n'est pas représenté comme un sujet d'Amasis mais comme son égal.
Il y a de nombreux puits à Siwa : 281 selon un comptage (par exemple, le « Bain de Cléopâtre » - connu dans l'Antiquité sous le nom de « Source du Soleil ») car plus d'eau est produite à Siwa que ce qui s'évaporerait. Il y a de grands lacs limoneux à l'est et à l'ouest de l'installation principale. Les jardins de Siwa ont toujours été situés près des sources et produisaient des olives et des dattes; l'orge et les figues étaient moins importantes.
Selon l’auteur du VIe siècle Corippe, un peuple libyen connu sous le nom de Laguatan portait une effigie de leur dieu Gurzil, qu’ils croyaient être le fils d’Ammon, au combat contre l’Empire byzantin dans les années 540 après J.-C.Mattingly, D.J., « The Laguatan: A Libyan Tribal Confederation in the Late Roman Empire », Libyan Studies, London, Angleterre, Society for Libyan Studies, vol. 14,‎ 1983, p. 98–99 (DOI 10.1017/S0263718900007810, S2CID 164294564)
À l'origine, cette oasis était un lieu de culte d'un dieu des tribus du désert de Libye, personnifié par un bélier. Les Égyptiens identifièrent ce dieu avec leur dieu suprême Amon, et appelèrent ce dieu oraculaire « Amon de Siwa ».
De toute l'histoire du sanctuaire de Zeus Ammon à Siwa, la consultation d'Alexandre le Grand est certainement le moment le plus important. Lors de son passage à Siwa en 331 av. J.-C., un oracle l'annonce comme étant le fils du dieu et les prêtres le « reconnaissent » comme tel.

### Kôm Oushim
Un temple gréco-romain du nord était dédié au dieu crocodile Sobek, à Sarapis et à Zeus Ammon.

### Aphytis (ou Aphytos)
La construction du sanctuaire de Zeus Ammon en Chalcidique date de la première moitié du IVe siècle avant notre ère. C'est un temple dorique qui comporte six colonnes en façade et onze sur les côtés. Après l'oracle de Siwa, c'est le plus important oracle du dieu gréco-égyptien. Les Aphytiens ont, comme les Cyrénéens, battu monnaie à l'effigie de leur divinité poliade.

### Thèbes
En Béotie, même si les fouilles archéologiques n'ont pu jusqu'à présent localiser son temple, nous savons par Pausanias qu'il existait un culte à Zeus Ammon. Plus précisément, Pausanias dit que Pindare a commandé à Calamis, le célèbre sculpteur, une statue de Zeus Ammon pour le temple du dieu à Thèbes.